# 馬周佩芬
馬周佩芬（英語：Dorothy Ma Chow Pui-fun，1970年12月3日—），香港公務員，現任環境及生態局環境科首席助理秘書長。1992年10月，在牛津大学畢業的周佩芬加入香港政府任職政務主任，並曾在規劃環境地政科、政務總署、新機場工程統籌署、資訊科技及廣播局、政制事務局、財經事務及庫務局和大學教育資助委員會等多個政策局及部門工作。她其後擔任環境局首席助理秘書長（能源），並在2017年8月14日起出任南區民政事務專員。
她在2019年香港區議會選舉擔任南區區議會17個選區的選舉主任，協助選舉管理委員會推行政治审查制度，惟在提名期完結時突然因病休假，惹來拒絕執行否決黃之鋒參選資格的指示的嫌疑。最後，署任馬周職務的油尖旺民政事務專員蔡亮裁定黃的參選區議會提名無效。選舉後，鄭港涌於2019年12月31日接替馬周佩芬擔任南區民政事務專員，而她則調任環境保護署助理署長，主管跨境及國際事務。及後在2023年1月因架構重組，她的職位調整為環境及生態局環境科首席助理秘書長，協助氣候變化專員管理氣候變化政策。
雖然馬周佩芬與區諾軒等民主派人士同樣熱愛精靈寶可夢GO，但她因官員身份拒絕與民主派人士交流游戏資訊。